# Barrage d'Ybbs-Persenbeug
Le barrage d’Ybbs-Persenbeug est une centrale hydroélectrique du  Danube en Basse-Autriche. Il se trouve aux confins du Strudengau, entre Ybbs an der Donau et Persenbeug. C'est la plus ancienne centrale hydroélectrique construite sur le Danube en Autriche, et la quatrième du pays par sa capacité de production d'électricité.

## Histoire
Les premières esquisses de la centrale d’Ybbs-Persenbeug remontent au début des années 1920. Outre la production d'énergie, le barrage devait permettre d'accroître en amont le mouillage pour franchir le seuil rocheux du fleuve à la traversée du Strudengau et de l'Aschacher Kachlet. C'est l’ingénieur des travaux publics suisse Oskar Höhn qui rédigea un premier avant-projet en 1924. Le Syndikat für das Donaukraftwerk Ybbs-Persenbeug obtint sur cette base une concession pour 90 ans du Ministère de l’Économie autrichien. La concession hydraulique fut accordée en 1936 aux actionnaires du Syndicat : Österreichische Creditanstalt, Wiener Bankverein et Oskar Höhn. Après l'Anschluss, les droits furent confisqués au profit de l’établissement public allemand Rhin-Main-Danube AG, chargé jusqu'en 1943 de construire le barrage. Le chantier démarra en 1938. Au mois d'août 1939, les premiers rideaux de palplanches étaient battus, lorsqu'il fallut interrompre les travaux. Sur proposition de l'industriel Arno Fischer, les autorités nazies acceptèrent de substituer à une centrale hydroélectrique conventionnelle équipée de turbines Kaplan, une conduite forcée de type Arno Fischer, qui supposait une rehausse de 1,50 m. Le chantier reprit ainsi en 1943, avant d'être à nouveau interrompu au début de l'hiver.
Les travaux furent définitivement adjugés en 1954 à Österreichische Donaukraftwerke, après jugement de 55 variantes et le retour à l'option « turbines Kaplan », avec Karl Hauschka comme lauréat du concours d’architecture. Encore avait-il fallu préalablement (au cours de l'été 1953) obtenir la restitution du matériel de chantier allemand, réquisitionné par les forces d'occupation soviétiques. On édifia le barrage dans le lit en eau du fleuve. Au terme de cinq années de travaux, l'Autriche inaugura son premier barrage hydroélectrique sur le Danube en 1959 : c'était, en ces années d'après-guerre et sous la Deuxième République, le symbole de la reconstruction du pays.
Dans les années 1990, le concessionnaire a équipé le barrage d'une turbine auxiliaire. Sa mise en service, en 1996, a permis de rendre au site un rendement énergétique conforme aux performances actuelles. L'exploitant DoKW a adopté en 1999 la raison sociale Austrian Hydro Power AG.
Depuis 2012, les turbines Kaplan, les organes de commande et les circuits électriques d'origines sont en cours de remplacement. Ces travaux devraient permettre d'accroître la production d'électricité de 6 % à l'horizon 2020.

## Caractéristiques techniques

### Le barrage
Le barrage barre le cours du Danube au PK 2060,42, sur une largeur de 460 m créant un ressaut sur 34 km. Sa hauteur de chute est de 10,90 m. Le volume de la retenue est d'environ 74 000 000 m3, la cote du lac de retenue est  de 226,2 m au-dessus du niveau de la mer.
En rive gauche, deux écluses occupent l'extrémité nord du barrage, chacune d'une longueur utile de 230 m et une largeur utile de 24 m. L'évacuateur de crue comporte cinq passes déversantes larges, chacune, de 30 m et occupe la partie centrale du barrage.

### La salle des machines
Il y avait à l'origine une salle des machines aux deux extrémités droite (centrale Sud) et gauche (centrale Nord) du barrage. Six groupes produisent du courant électrique pour le réseau public autrichien et deux groupes auxiliaires pourvoient à la consommation propre du site. Le septième groupe hydroélectrique, installé dans les années 1990, est abrité dans un local à part.
|                                        | Machines 1–4, 6 | Machine 5      | Turbines d'alimentation | Machine 7      |
| -------------------------------------- | --------------- | -------------- | ----------------------- | -------------- |
| turbines                               |                 |                |                         |                |
| Type                                   | Turbine Kaplan  | Turbine Kaplan | Turbine Kaplan          | Turbine Kaplan |
| Axe de rotation                        | vertical        | vertical       | vertical                | horizontal     |
| Puissance en kW                        | 32 300          | 33 800         | 1 765                   | 48 000         |
| Débit nominal en m3/s                  | 350             | 350            |                         | 500            |
| Diamètre des aubes en m                | 7,4             | 7,6            |                         | 7,5            |
| Vitesse de rotation nominale en tr/min | 68,2            | 75,0           |                         | 75,0           |
| générateurs de courant alternatif      |                 |                |                         |                |
| Puissance en kVA                       | 45 000          | 45 000         |                         | 46 000         |
| Tension nominale en volts              | 10 300          | 10 300         |                         | 8 000          |

La centrale produit au total 236,5 MW en permanence. Avec un débit moyen de 2 650 m3/s, elle développe annuellement 1 335 900 MWh.

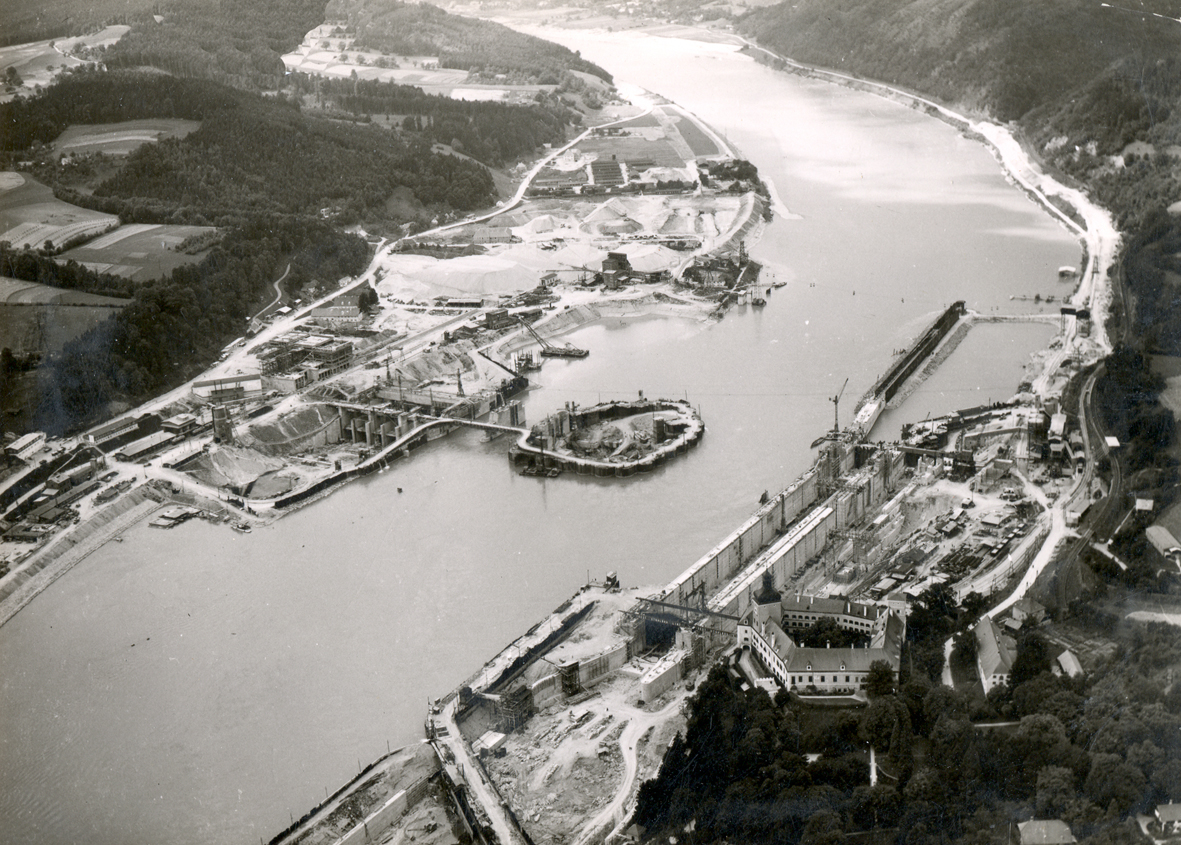
Le barrage en chantier (1956)
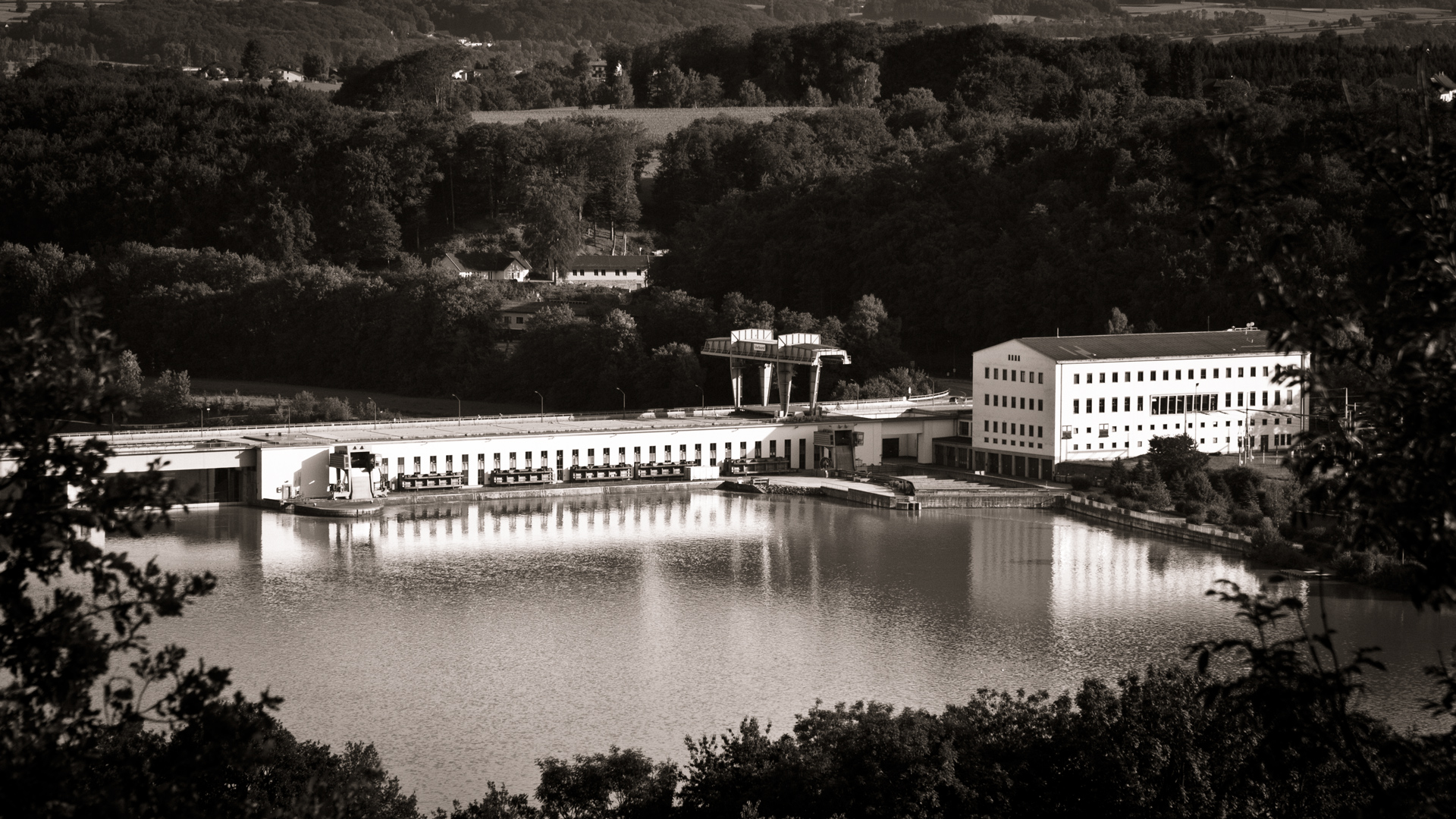
La centrale Sud en vue aérienne (2011)
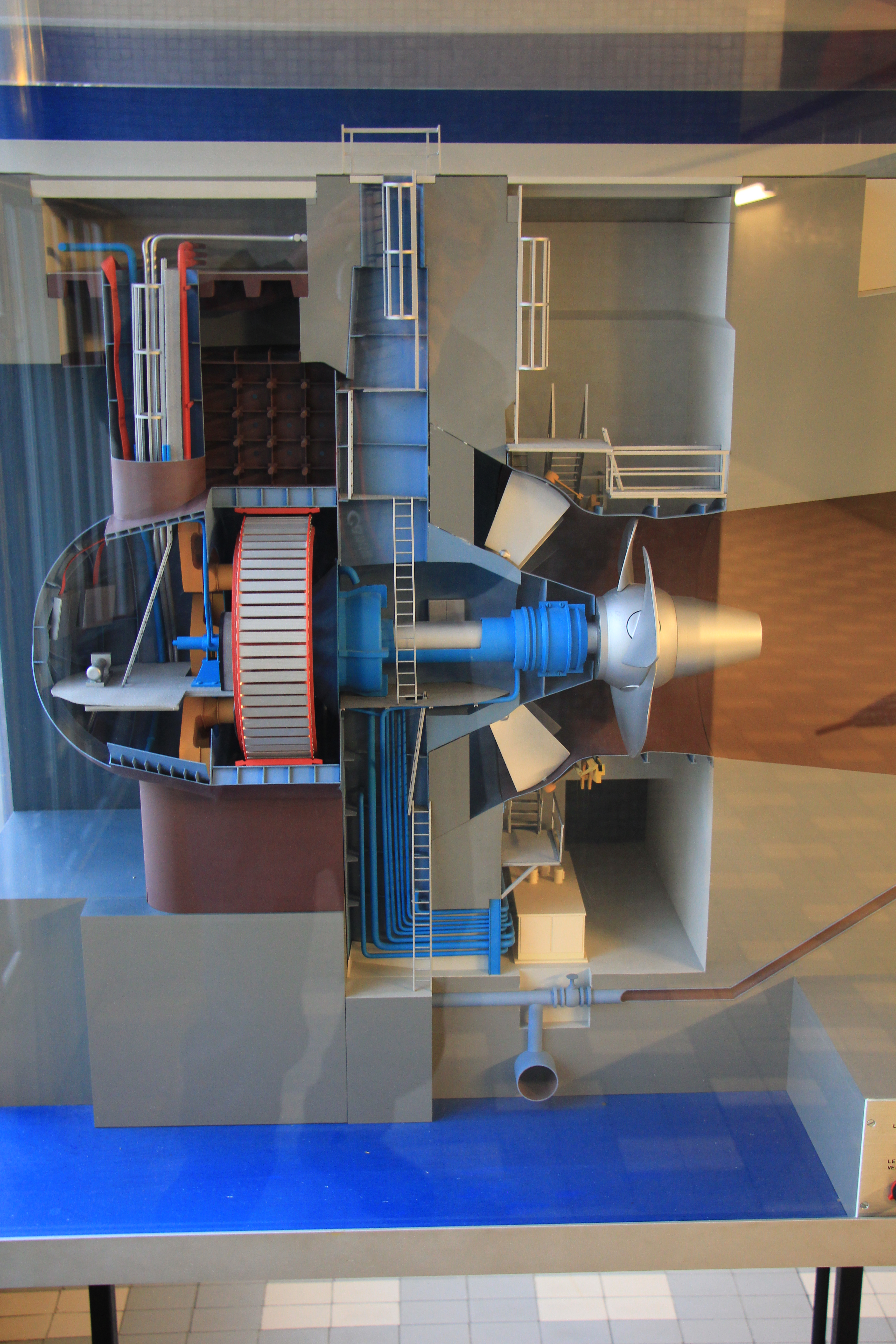
Maquette de turbine Kaplan dans le hall de la centrale

## Voies de communication
Jusqu'en 1959, le passage du seuil de Strudengau était très dangereux pour les chalands. Le rehaussement du plan d'eau a définitivement écarté cet obstacle.
C'est le seul barrage du Danube portant une route régionale de catégorie B. L'Erlauftal Strasse se prolonge depuis la rive nord par la crête du barrage.

## Voir également
- (de) Page web du barrage d'Ybbs-Persenbeug